# Aranypettyes futrinka
Az aranypettyes futrinka (Carabus hortensis) a futóbogárfélék családjába tartozó, Európában honos ragadozó bogárfaj.

## Megjelenése
Az aranypettyes futrinka testhossza 25-30 mm. Színe barnásfekete. Szárnyfedői vékony de éles bordákkal csíkozottak, amelyeket 3-3 sorba rendeződött viszonylag nagy, rézszínű (néha zöldes) gödör szakít meg.      

## Elterjedése
Európai faj. Főleg Közép- és Észak-Európában gyakori, de előfordul a Balkánon és keleten egészen az Urálig megtalálható. Magyarországon az Északi-középhegységben és a Dunántúli-középhegységben fordul elő; az utóbbi régióban az egyik leggyakoribb futrinkafaj.   

## Életmódja
Hegy- és dombvidéki lombos és tűlevelű erdőkben él. Éjszaka aktív, nappal kövek, fatörzsek alá vagy az avarba bújik. Ragadozó, főleg különféle férgekre, lárvákra vadászik. Ha veszély fenyegeti, a többi futrinkához hasonlóan erős szagú, metakrilsav-tartalmú váladékot fecskendez támadójára.  
Magyarországon védett, természetvédelmi értéke 5 000 Ft.

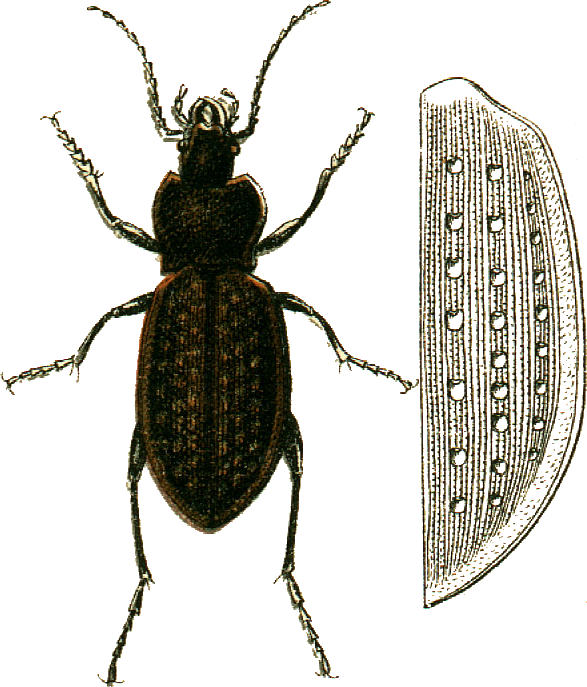
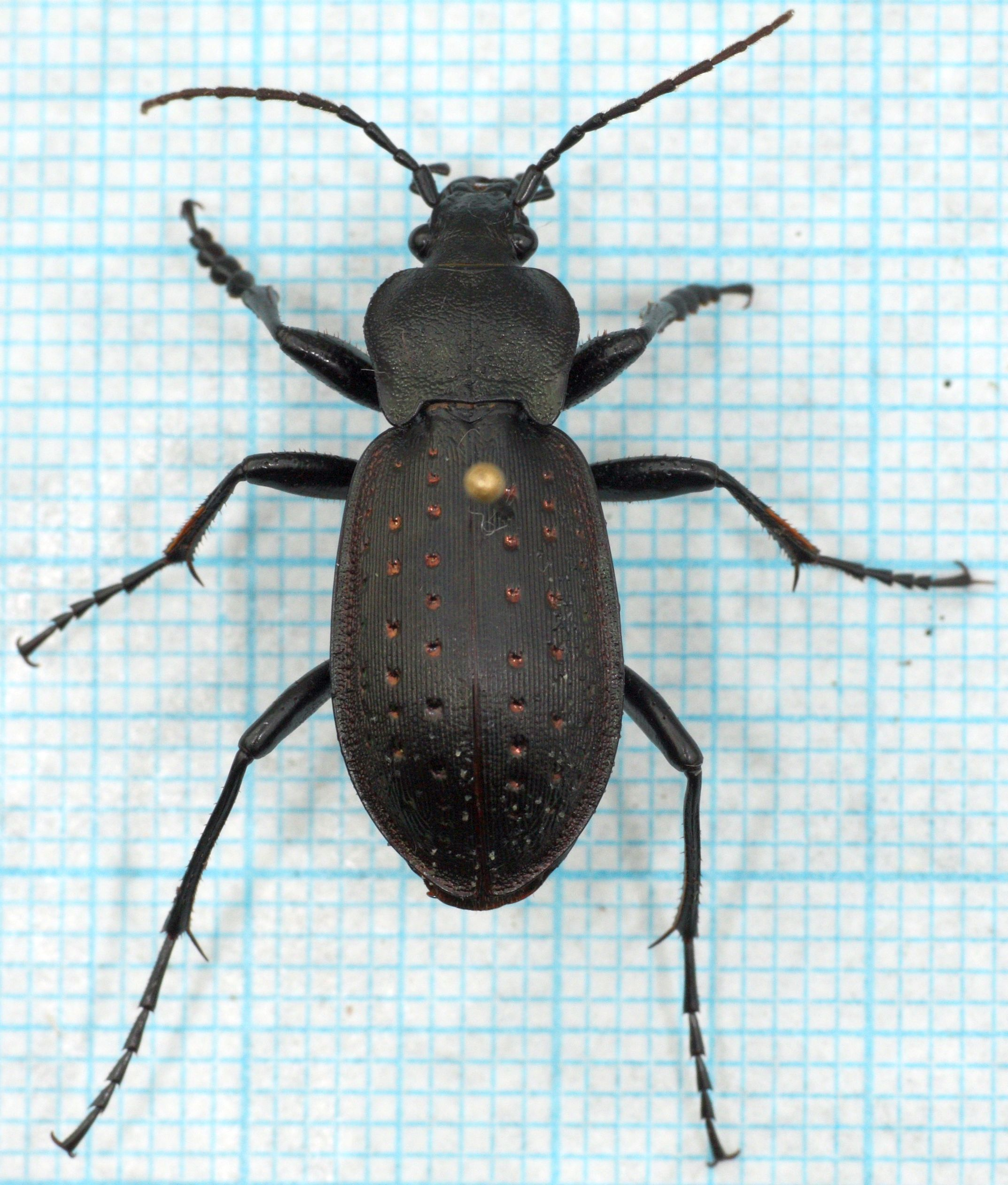
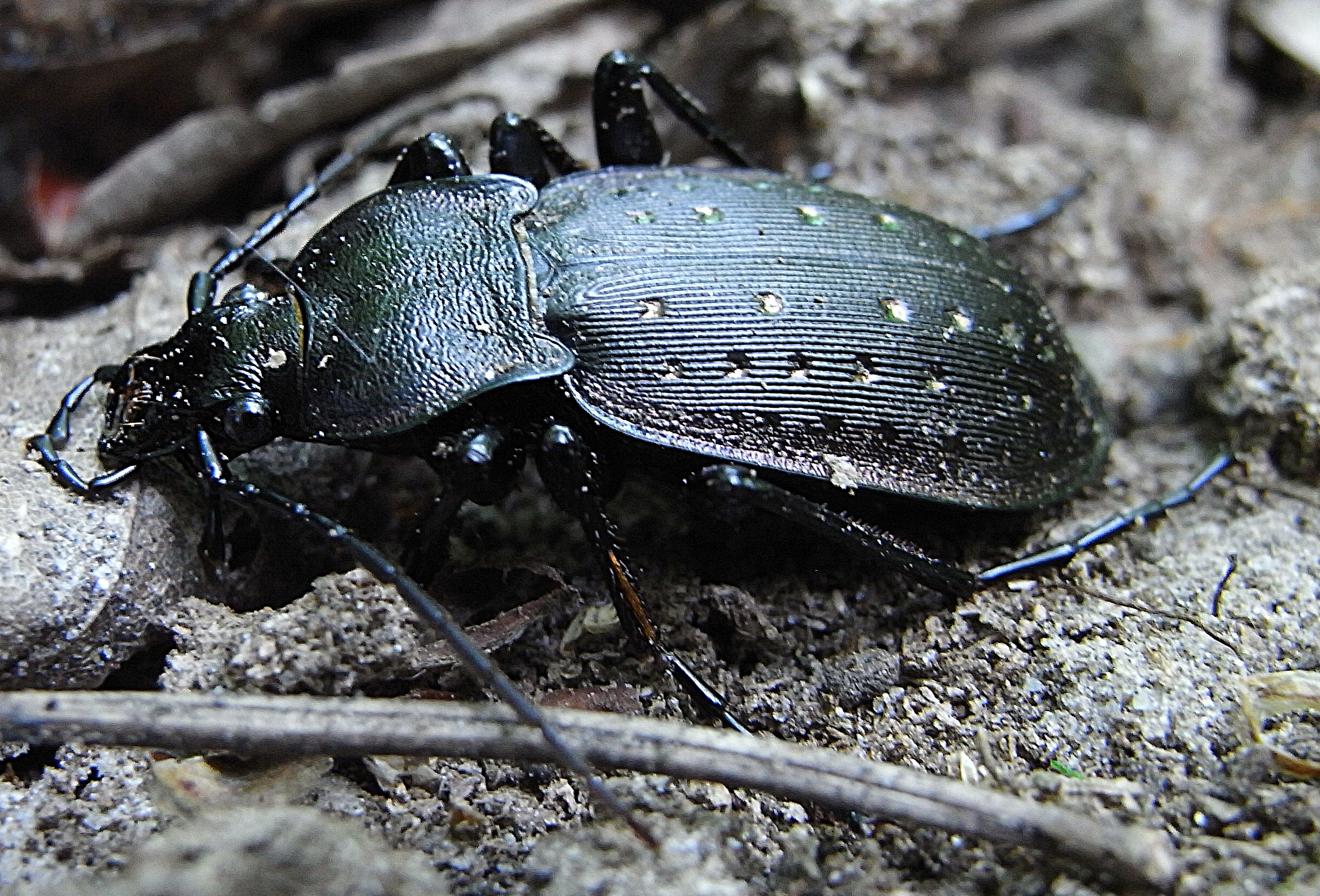
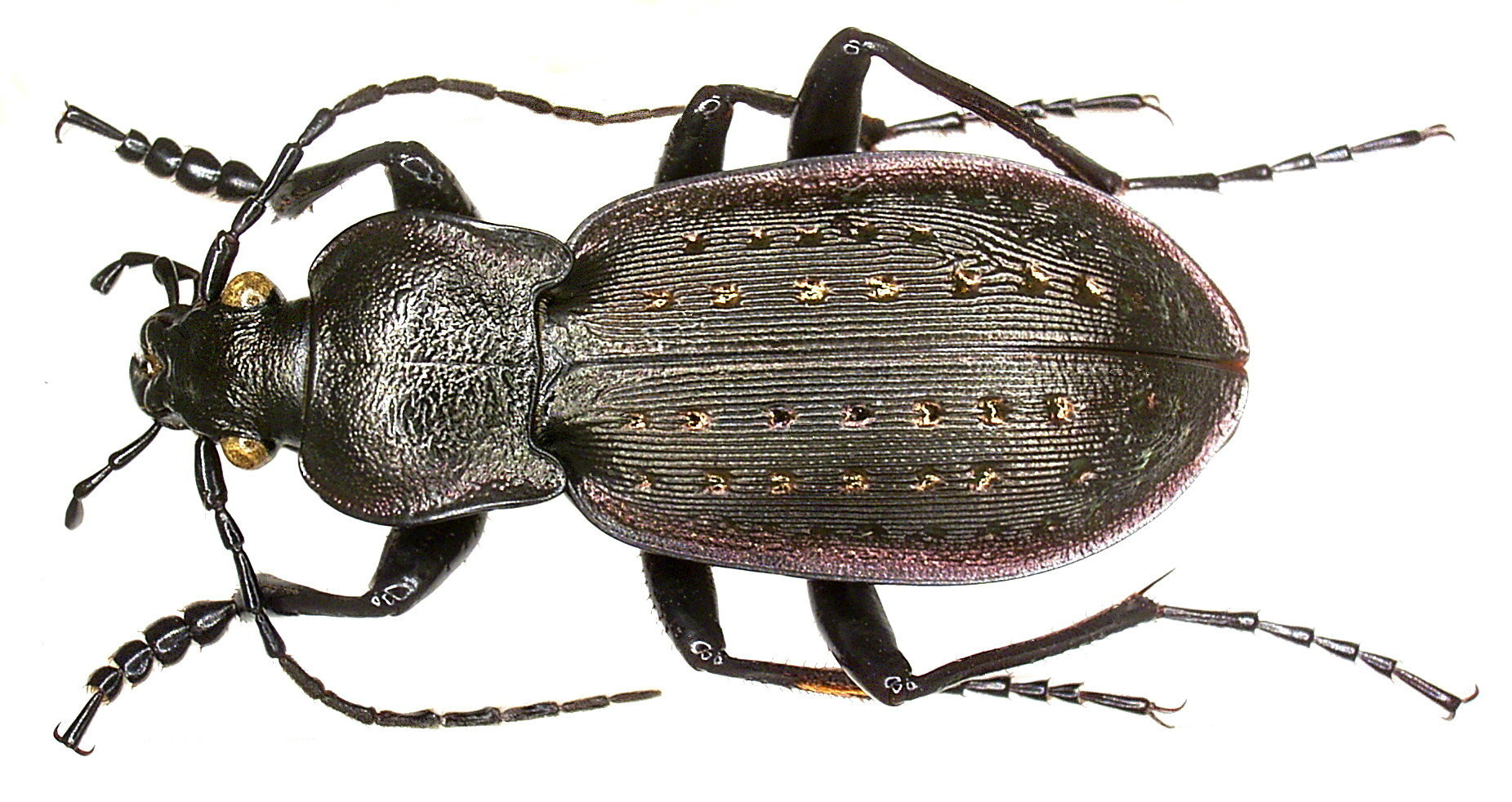